# Евіпп
Евіпп (дав.-гр. Εὔιππος) — персонажі давньогрецької міфології:
- Евіпп — син Тестія та Еврітеміди, брат Плексіппа, дядько Мелеагра. Був вбитий Мелеагром разом із братом Плексіппом через сварку стосовно того, кому має належати шкіра вбитого калідонського вепра.
- Евіпп — син мегарского царя Мегарея, розтерзаний левом з гори Кітерон.